# Daniel Sevo
Daniel Sevo (* 4. Mai 1984 in Bayreuth) ist ein deutscher Eishockeyspieler, der seit der Saison 2019/2020 für die Molot EC Hamburg Sailors aus der Landesliga Nord spielt.

## Karriere
Sevo begann seine Eishockeykarriere in der Jugend des ESV Bayreuth, wo er mehrere Altersklassen durchlief und wechselte 2000 nach einem einjährigen Engagement in der Jugend des 1. EV Weiden in den Nachwuchs der Kölner Haie. Dort spielte der Verteidiger unter anderem für die Kölner EC Junghaie in der Deutschen Nachwuchsliga. Zur Saison 2001/02 kehrte Sevo für ein einjähriges Intermezzo zurück ins heimische Bayreuth, wo er für die Bayreuth Tigers in der Oberliga aktiv war. Nachdem er sein Talent unter Beweis gestellt hatte, wurden auch die Verantwortlichen der Nürnberg Ice Tigers auf den Linksschützen aufmerksam und verpflichteten ihn im Sommer 2002. In Nürnberg wurde Sevo mit einer Förderlizenz ausgestattet und kam überwiegend für den Heilbronner EC aus der 2. Bundesliga zum Einsatz. Insgesamt absolvierte der Abwehrspieler für die Ice Tigers nur zwei DEL-Spiele, in denen er keinen Scorerpunkt erzielen konnte.
Sevos Vertrag in Nürnberg wurde nicht verlängert und der gebürtige Bayreuther schloss sich dem REV Bremerhaven aus der Oberliga an. Gleich in seiner ersten Spielzeit konnte der Verteidiger sich weiter verbessern und erzielte elf Scorerpunkte in 54 Spielen, nach nur einem Jahr wechselte er jedoch erneut den Verein und unterschrieb einen Vertrag beim direkten Ligakonkurrenten EHC Leipziger Eislöwen. Zur Spielzeit 2005/06 konnte ihn das Management des Traditionsvereins ETC Crimmitschau von einem Engagement überzeugen, wo der Abwehrspieler zum Stammkader gehörte. Am Ende der Spielzeit konnte Sevo mit dem ETC den Aufstieg in die 2. Bundesliga feiern. Auch in seinem zweiten Jahr beim Traditionsklub zeigte der damals 23-Jährige gute Leistungen und unterschrieb schließlich zur Saison 2007/08 einen Vertrag bei den Hamburg Freezers aus der DEL. Sevo wurde erneut mit einer Förderlizenz ausgestattet und absolvierte neben seinen 33 Einsätzen an der Elbe auch 13 Spiele für die Eisbären Regensburg in der 2. Bundesliga.
Nach einer weiteren Saison bei den Freezers, wechselte er 2009 zum Ligarivalen Nürnberg Ice Tigers, wo er als Förderlizenzspieler auch für den EHC München die Schlittschuhe schnürte.
In der Saison 2010/11 stand er beim Oberligisten VER Selb unter Vertrag, ehe er sich 2011 den Löwen Frankfurt anschloss.
Seit 2013 beim EHC Bayreuth.

## Karrierestatistik
(Legende zur Spielerstatistik: Sp oder GP = absolvierte Spiele; T oder G = erzielte Tore; V oder A = erzielte Assists; Pkt oder Pts = erzielte Scorerpunkte; SM oder PIM = erhaltene Strafminuten; +/− = Plus/Minus-Bilanz; PP = erzielte Überzahltore; SH = erzielte Unterzahltore; GW = erzielte Siegtore; 1 Play-downs/Relegation; Kursiv: Statistik nicht vollständig)